# 2. deild Wysp Owczych (1992)
W roku 1992 odbyła się 49. edycja 2. deild Wysp Owczych – drugiej ligi piłki nożnej Wysp Owczych. W rozgrywkach brało udział 10 klubów z całego archipelagu. Kluby z pierwszego i drugiego miejsca awansowały do 1. deild. W sezonie 1992 były to: LÍF Leirvík oraz ÍF Fuglafjørður. Dwa kluby z ostatnich miejsc spadały do 3. deild, a w roku 1992 były to: HB II Tórshavn oraz EB Eiði.

## Uczestnicy
| Uczestnicy 2. deild Wysp Owczych 1991                                                                         | Uczestnicy 2. deild Wysp Owczych 1991 | Uczestnicy 2. deild Wysp Owczych 1991 | Uczestnicy 2. deild Wysp Owczych 1991 |
| --- | ------------------------------------- | ------------------------------------- | ------------------------------------- |
| SKÁ | Skála ÍF                              | 3                                     |                                       |
| Royn | Royn Hvalba                           | 4                                     |                                       |
| ÍF | ÍF Fuglafjørður                       | 5                                     |                                       |
| SÍ | SÍ Sørvágur                           | 6                                     |                                       |
| LÍF | LÍF Leirvík                           | 7                                     |                                       |
| KÍII | KÍ II Klaksvík                        | 8                                     |                                       |
| Spadek z 1. deild Wysp Owczych 1991                                                                           |                                       |                                       |                                       |
| MB | MB Miðvágur                           | 9                                     |                                       |
| SÍS | SÍ Sumba                              | 10                                    |                                       |
| Awans z 3. deild Wysp Owczych 1991                                                                            |                                       |                                       |                                       |
| HBII | HB II Tórshavn                        | 1                                     |                                       |
| EB | EB Eiði                               |                                       |                                       |
| Oznaczenia: - kolumna pierwsza – skróty nazw drużyn, - kolumna trzecia – miejsce zajęte w poprzednim sezonie. |                                       |                                       |                                       |

## Tabela ligowa
| Lp. | Drużyna             | M  | Z  | R | P  | Bramki | Bramki | Różn. | Pkt | Uwagi              |
| --- | ------------------- | -- | -- | - | -- | ------ | ------ | ----- | --- | ------------------ |
| 1   | LÍF Leirvík (M) (A) | 18 | 9  | 6 | 3  | 49     | 26     | +23   | 24  | Awans do 1. deild  |
| 2   | ÍF Fuglafjørður (A) | 18 | 10 | 4 | 4  | 36     | 23     | +13   | 24  | Awans do 1. deild  |
| 3   | MB Miðvágur         | 18 | 8  | 7 | 3  | 41     | 22     | +19   | 23  |                    |
| 4   | Royn Hvalba         | 18 | 11 | 1 | 6  | 43     | 28     | +15   | 23  |                    |
| 5   | KÍ II Klaksvík      | 18 | 9  | 5 | 4  | 33     | 18     | +15   | 23  |                    |
| 6   | SÍ Sumba            | 18 | 9  | 3 | 6  | 29     | 23     | +6    | 21  |                    |
| 7   | Skála ÍF            | 18 | 9  | 2 | 7  | 41     | 35     | +6    | 20  |                    |
| 8   | SÍ Sørvágur         | 18 | 3  | 4 | 11 | 30     | 48     | −18   | 10  |                    |
| 9   | HB II Tórshavn (S)  | 18 | 3  | 3 | 12 | 24     | 46     | −22   | 9   | Spadek do 3. deild |
| 10  | EB Eiði (S)         | 18 | 1  | 1 | 16 | 13     | 70     | −57   | 3   | Spadek do 3. deild |